# 中村亀鶴 (2代目)
二代目 中村 亀鶴（にだいめ なかむら きかく、1972年（昭和47年）6月18日 - ）は、歌舞伎役者。屋号は八幡屋。定紋は向い亀鶴菱。本名は渡邊 芳彦（わたなべ よしひこ）
初代中村亀鶴の長男。父方の祖父は四代目中村富十郎、祖母は初代中村鴈治郎の娘の中村芳子。御曹司の血筋でありながら国立劇場の第十期歌舞伎研修生養成所出身という、珍しい経歴を持つ。

## 略歴
- 1976年（昭和51年）12月 - 京都四條南座、「當る巳歳 吉例顔見世興行 東西合同大歌舞伎」夜の部・玩辞楼十二曲の内『時雨の炬燵　紙治内の場』にて、父・初代中村亀鶴が演じる丁稚三五郎と共に、倅勘太郎役を本名・渡辺芳彦で初舞台[3][注釈 1]。
- 1991年（平成3年） - 伯父五代目中村富十郎の門下となり中村芳彦を名乗る。
- 1993年（平成5年） - 五代目中村富十郎の部屋子となる。
- 2001年（平成13年）11月 - 歌舞伎座、「吉例顔見世大歌舞伎」昼の部『戻駕色相肩（もどりかごいろにあいかた）』の禿（）たより役、及び夜の部・新古演劇十種の内『茨木』の士卒仙藤役にて、二代目中村亀鶴を襲名[4]。
- 2009年（平成21年）11月 - 四代目坂田藤十郎一門となる。

## 人物
京都府出身、公称身長169cm、体重62kg（※2015年当時）、最終学歴は末吉中学校卒業。
錦絵のような古風な舞台顔と、柔らかい身体に恵まれている。口跡のよさと踊り、そして芸域の広さがあり、立役と女形の両方で活躍している。
2004年（平成16年）大阪松竹座での浪花花形歌舞伎においては、『女殺油地獄』の河内屋与兵衛をつとめた。
『曽根崎心中』では油屋九平次を繰り返しつとめており、得意としている。
2006年（平成18年）には劇団コーンフレークス『センチメンタル・ヤスコ』天童役で現代劇に初参加、平成22年 (2010) には増沢望作・演出の『かげぜん』で2度目の現代劇主演を果たした。
かなりのディズニー好きとして知られており、インタビューなどではディズニーを例に出して語ることが多い。その他の趣味は競馬だったが多忙になり、現在は辞めている。

## 受賞歴
- 1999年（平成11年） - 国立劇場特別賞
- 2000年（平成12年） - 日本俳優協会奨励賞
- 2006年（平成18年） - 京都府文化賞奨励賞
- 2009年（平成21年）
  - 7月 - 国立劇場優秀賞（『矢の根』の曽我十郎祐成と「歌舞伎のみかた」の解説に対して）
  - 11月 - 国立劇場優秀賞（『傾城反魂香』の土佐修理之助、『大津絵道成寺』の弁慶に対して）
- 2010年（平成22年） - 12月国立劇場奨励賞（鷺坂伴内に対して）
- 2012年 重要無形文化財（総合認定）に認定され、伝統歌舞伎保存会会員となる[5]。